# Grand Hotel des Wagons-Lits

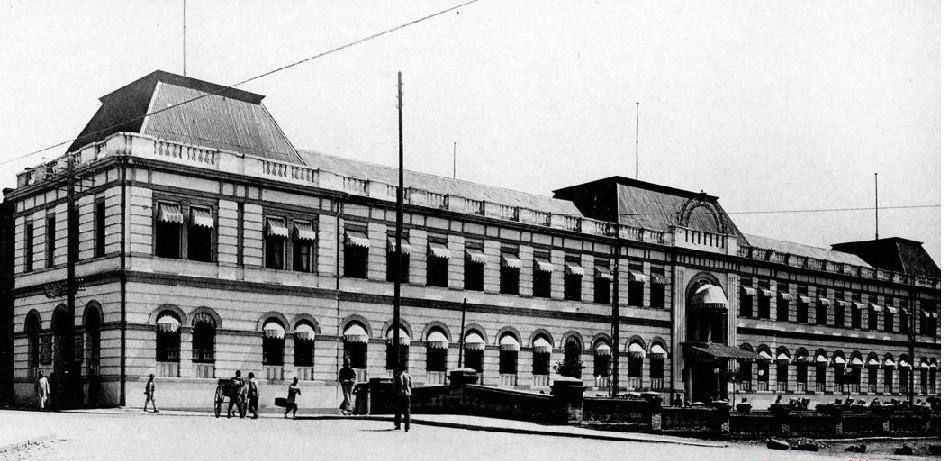
Het Grand Hotel des Wagon-Lits in Peking (na 1914)

Het Grand Hotel des Wagons-Lits in Peking is in 1904 gebouwd door de Compagnie Internationale des Grands Hôtels (CIGH). De CIGH was door de Compagnie Internationale des Wagons-Lits (CIWL) opgericht om haar klanten ook voor en na de reis kwalitatief goed onderdak te bieden. Voor de reizigers van de Transsiberië Express werd in de ambassadewijk van Peking een hotel in Vlaamse stijl opgetrokken. In 1914 was dit te klein geworden en werd een nieuw hotel opgetrokken.  

## Weblinks
- https://web.archive.org/web/20210831175200/http://m.willysthomas.net/GrandHotelPekin.htm